# Latehar
Latehar (en hindi: लातेहार जिला ) es una localidad de la India, centro administrativo del distrito de Latehar en el estado de Jharkhand.

## Geografía
Se encuentra a una altitud de 396 m s. n. m. a 107 km de la capital estatal, Ranchi, en la zona horaria UTC +5:30.

## Demografía
Según estimación 2010 contaba con una población de 22 949 habitantes.